# Ilha Eva-Liv
A ilha Eva-Liv ou ilha Eva (em russo:  Остров Ева-Лив; Ostrov Yeva-Liv) é uma ilha no arquipélago da Terra de Francisco José, na Rússia ártica. A ilha tem uma área de 288 km². Fica a norte da ilha Graham Bell e pertence ao sub-arquipélago da Terra de Belaya.
O ponto mais ocidental de Eva-Liv é o cabo Kyuv, e o mais setentrional o cabo Mesyatsev. O mar em seu redor está geralmente congelado.
A área onde a ilha Eva se situa foi chamada Hvidtenland (terra branca) por Fridtjof Nansen, que atingiu a ilha Eva em 5 de agosto de 1895, durante a sua expedição polar com Hjalmar Johansen. No mapa desenhou duas ilhas e chamou à maior (oriental) ilha Eva em homenagem à sua mulher Eva Nansen (f. 1907). A "ilha" ocidental, à qual Nansen chegaria dois dias depois, chamou "ilha Liv". Como o limite de gelo permanente atravessa a Terra de Belaya, é difícil distinguir entre terra e mar. À medida que a cartografia da Terra de Francisco José se vem tornando mais precisa, descobriu.se que a "ilha Liv" era umapenínsula na parte ocidental da ilha Eva, de modo que certos mapas a passaram a designar "ilha Eva-Liv". 